# Culex atratus
Culex atratus är en tvåvingeart som beskrevs av Theobald 1901. Culex atratus ingår i släktet Culex och familjen stickmyggor. Inga underarter finns listade i Catalogue of Life.